# Medinella albifrons
Medinella albifrons là một loài ruồi trong họ Tachinidae.